# Dromidia
Dromidia is een geslacht van tienpotigen uit de familie  Dromiidae. De wetenschappelijke naam van het geslacht werd in 1858 voor het eerst geldig gepubliceerd door William Stimpson. Hij duidde Dromia hirsutissima Lamarck 1818 als typesoort aan. Deze soort komt voor in zuidelijk Afrika.

## Soorten
- Dromidia aegibotus Barnard, 1946
- Dromidia cornuta (Barnard, 1946)
- Dromidia dissothrix Barnard, 1946
- Dromidia hirsutissima (Lamarck, 1818)
- Dromidia lepidota (Barnard, 1946)
- Dromidia unidentata (Rüppell, 1830)